# تاريخ البرمجيات الحرة والمفتوحة المصدر
تستعرض هذه المقالة تاريخ البرمجيات الحرة والمفتوحة المصدر منذ بداية صناعتها إلى التطورات التي حدثت في أثناء مسيرتها. إن عبارة «البرمجيات الحرة» تشير إلى البرامج التي ترخص تحت رخصة حرة، حيث تعطي للمستخدمين الحريات الأربعة; حرية استعمال البرنامج لأي غرض، وحرية دراسة وتعديل البرنامج، وحرية نسخ البرنامج، وحرية تطوير البرنامج وتحسينه. لا يمكن الخلط بين البرمجيات الحرة والمفتوحة المصدر وبين البرامج التي تتاح للمستخدم النهائي دون أي تكلفة، حيث تعرف الأخيرة بالبرامج المجانية. لا يجوز توزيع البرمجيات الحرة بدون ملفها المصدري، لكن البرامج المجانية لا تأتي مع ملفاتها المصدرية ولا تعرف كيف صنعت (برمجتها). دعاة البرمجيات الحرة يميزون أنفسهم عن البرمجيات المفتوحة المصدر. ومع ذلك، وضعت مبادرة المصدر المفتوح ومؤسسة البرمجيات الحرة تعريفا متطابقا إلى حد ما.